# Accounts of Chemical Research
Accounts of Chemical Research (abrégé en Acc. Chem. Res.) est une revue scientifique à comité de lecture, publiée depuis 1968 par l'American Chemical Society. Ce mensuel a pour objectif de présenter l'état des connaissances en chimie et biochimie.
D'après le Journal Citation Reports, le facteur d'impact de ce journal était de 20,96 en 2017. La directrice de publication est Cynthia Burrows (en) (Université de l'Utah, États-Unis).